# Károly Lotz

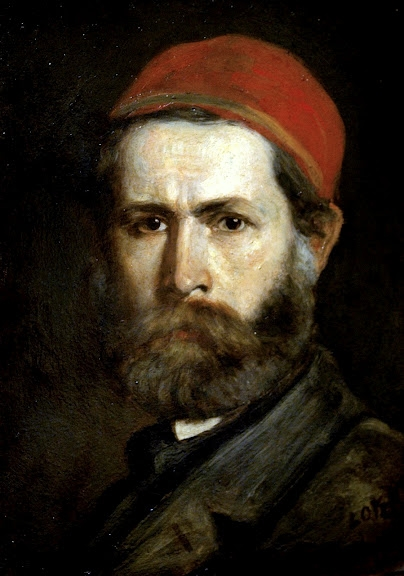
Károly Lotz, självporträtt

Károly Lotz, född 16 december 1833 i Bad Homburg, död 13 oktober 1904 i Budapest, var en tysk-ungersk målare. 
Lotz var lärjunge av Wienmålaren Carl Rahl, som han biträdde i utförandet av fresker i grekiska kyrkan och arsenalen. Han utförde tillsammans med Mór Than fresker ur ungerska sagor i trapphuset till en festlokal samt, för egen del, en fris i Ungerska nationalmuseets vestibul med ämnen ur Ungerns historia, vidare fresker i Ungerska vetenskapsakademien, Ungerns parlamentsbyggnad och Mattiaskyrkan, allt i Budapest.